# Nils Testor
Nils Fredrik Testor, född 29 april 1903 i Adolf Fredriks församling i Stockholm, död 1967 i New Haven i Connecticut, var en svensk utvandrare, som blev framgångsrik affärsman i Illinois, USA.
Testor utvandrade från Stockholm till USA 1924. 1929 erbjöds Testor att bli ansvarig för Karlsons klister, som grundats året innan i Rockfords svenskkvarter av svenske skomakaren Axel Karlson. Testor köpte nästan omedelbart ut Karlson och grundade The Testor Chemical Co. Några år senare började man tillverka satser för att bygga modellflygplan i balsaträ. Genom köp av andra bolag och genom att grunda dotterbolag i andra länder expanderade bolaget snabbt. 1978 nådde man en omsättning på 24 miljoner dollar och 2001 91 miljoner dollar.
Testor dog 64 år gammal i cancer på Yale-New Haven Hospital i Connecticut och är gravsatt på Scandinavian Cemetery i Rockfords, Illinois.